# دوستت دارم (ترانه کلیف ریچارد)
«دوست دارم» تک‌آهنگی از کلیف ریچارد است که در سال ۱۹۶۰ میلادی منتشر شد.